# Gyógyszerkönyv

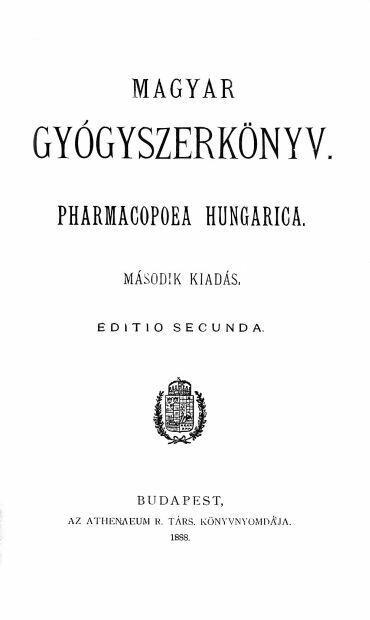
II. Magyar Gyógyszerkönyv 1888-ból (Pharmacopoea Hungarica editio secunda)

„A gyógyszerkönyv (latinul pharmacopoea) a gyógyszerkészítés, a gyógyszerminőség, a gyógyszerellenőrzés és a gyógyszerminősítés általános szabályait, valamint az egyes gyógyszerek minőségét és összetételét tartalmazó külön jogszabály szerinti szerv által kiadott, illetve módosított, a gyógyszergyártókra, forgalmazókra, orvosokra és gyógyszerészekre kötelező hivatalos kiadvány” (Az emberi felhasználásra szánt gyógyszerekről szóló 2005. évi XCV. törvény definíciója a gyógyszerkönyvre.)
Az egyes gyógyszerkönyvek neve általában a Pharmacopoea után a kibocsátó ország latin neve (például a magyar: Pharmacopoea Hungarica, röviden: Ph. Hg.).

## Magyar gyógyszerkönyv
Magyarországon az első hivatalos gyógyszerkönyv a „Bécsi Gyógyszerkönyv” volt, amelynek három kiadása jelent meg. Ezután az „Osztrák Tartományi Gyógyszerkönyv” (Pharmacopoea Austriaco-Provincialis) volt érvényben, majd 1812 és 1871 között a „Osztrák Gyógyszerkönyv” (Pharmacopoea Austriaca).
A Magyar Gyógyszerkönyv első kiadása 1871-ben jelent meg, a szerkesztőbizottság elnöke Than Károly volt. Az 1888-ban megjelent második, az 1909-ben megjelent harmadik, illetve az 1933-ban megjelent negyedik kiadás az első kiadáshoz hasonlóan minden szöveget két nyelven (magyarul és latinul) tartalmazott. A Magyar Gyógyszerkönyv első négy kiadása abban is hasonlított egymáshoz, hogy kizárólag a gyógyszertári gyógyszerkészítést és gyógyszerellenőrzést szabályozta; a gyógyszerkönyvekbe felvett készítményeket kötelező volt készletben tartani a gyógyszertárakban.
Az 1954-ben megjelent V. Magyar Gyógyszerkönyv, amelynek szerkesztése Schulek Elemér elnökletével folyt, az előző négy kiadástól eltérően figyelembe vette az időközben nagy jelentőségre szert tett gyógyszeripar igényeit, így a Gyógyszerkönyvbe felvették az iparban alkalmazott korszerű műszeres analitikai eljárásokat is. Az V. Magyar Gyógyszerkönyvbe felvett készítmények már nem voltak kötelezően készletben tartandók a gyógyszertárakban. Az V. Magyar Gyógyszerkönyv Addenduma 1958-ban, majd a VI. Magyar Gyógyszerkönyv, melynek angol fordítása is készült, 1967-ben jelent meg.
A Magyar Gyógyszerkönyv VII. kiadása (Ph. Hg. VII.) 1987. szeptember 1-én lépett hatályba. Szerkesztőbizottságának elnöke Végh Antal volt, 2206 lapon 705 cikkelyt tartalmaz.
A VIII. Magyar Gyógyszerkönyvet 2006-ban adták ki, amiben 2011-ben az Országos Gyógyszerészeti Intézet változtatásokat eszközölt.

## Európai gyógyszerkönyv
Régi törekvés, a gyógyszeripar nemzetközivé válásával párhuzamosan, hogy a gyógyszerkönyveket világszerte egységesítsék, ennek egyik eredménye a tizedik kiadásánál járó Európai Gyógyszerkönyv (Ph. Eur.). Az Európai Gyógyszerkönyv az Európa Tanács egyik intézményének, a strasbourgi székhelyű Európai Gyógyszerminőségi Igazgatóságnak (European Directory of Quality of Medicines, EDQM)( Archiválva 2011. február 24-i dátummal a Wayback Machine-ben) kiadványa, amelynek 3 évente jelenik meg egy új kiadása (angol és francia nyelven), illetve évente 3 kiegészítő kötetet (supplementum) adnak ki.
Magyarország 1991 és 1999 között megfigyelőként, majd 1999-től teljes jogú tagként vesz részt az Európai Gyógyszerkönyvi Bizottság munkájában, ami egyrészt azt jelenti, hogy az Európai Gyógyszerkönyv szerkesztésében a nemzeti delegáció tagjaként magyar szakemberek is részt vesznek, másrészt kötelezettséget jelent az Európai Gyógyszerkönyv előírásainak hazánkban történő bevezetésére; ez az Európai Gyógyszerkönyv magyar fordítását tartalmazó VIII. Magyar Gyógyszerkönyv 2006. augusztus 1-én történt hatályba lépésével valósulhatott meg. Az Európai Gyógyszerkönyv változásaival párhuzamosan a VIII. Magyar Gyógyszerkönyv előírásai is folyamatosan módosulnak, mely változásokról az Országos Gyógyszerészeti Intézet () közleményeket tesz közzé.

## Lásd még
- Magyar gyógyszerészek
- Gyógyszerészet